# Goats Head Soup
Goats Head Soup is een zeer succesvol album van de Engelse rockgroep The Rolling Stones, uit 1973. De opnames begonnen in Byron Lee's Dynamic Sound Studios in Kingston, Jamaica, in het najaar van 1972. De opnames werden voortgezet in Londen en Los Angeles in het jaar erop. Het bevatte de superhit Angie. De foto op de hoes is genomen door David Bailey. De originele vinyl uitgave bevatte een inlegvel met geiten hoofd drijvend in een pan met rode soep. Het nummer Star Star zorgde voor nogal wat opschudding vanwege de seksueel getinte teksten. De band noemt het nummer zelf altijd Starfucker, wat ook de originele titel is. In 1994 werd Goats Head Soup geremasterd en herdrukt door Virgin Records. In september 2020 kwam een heruitgave uit.

## Nummers
Alle nummers zijn geschreven door Mick Jagger en Keith Richards.
1. Dancing With Mr. D – 4:53
2. 100 Years Ago – 3:59
3. Coming Down Again – 5:54
4. Doo Doo Doo Doo Doo (Heartbreaker) – 3:27
5. Angie – 4:33
6. Silver Train – 4:27
7. Hide Your Love – 4:12
8. Winter – 5:31
9. Can You Hear The Music? – 5:31
10. Star Star – 4:25

## Muzikanten

### The Rolling Stones
- Mick Jagger – zang, akoestische gitaar, mondharmonica, piano
- Keith Richards – akoestische en elektrische gitaar, zang, basgitaar
- Mick Taylor – elektrische, akoestische en slidegitaar, basgitaar, zang
- Charlie Watts – drumstel
- Bill Wyman – basgitaar

### Overige muzikanten
- Nicky Hopkins – piano
- Billy Preston – piano, orgel, clavinet, percussie
- Ian Stewart – piano
- Bobby Keys – saxofoon
- Jim Price – saxofoon
- Jim Horn – fluit
- Chuck Findley – trompet
- Anthony "Rebop" Kwaku Baah – percussie
- Pascal (Nicolas Pascal Raicevic) -  percussie
- Nicky Harrison – strijkers arrangement
- Jimmy Miller - percussie

## Hitlijsten
Album
| Jaar | Hitlijst             | Notering |
| ---- | -------------------- | -------- |
| 1973 | UK Top 50 Albums     | 1        |
| 1973 | Billboard Pop Albums | 1        |

Single
| Jaar | Single                             | Hitlijst              | Notering |
| ---- | ---------------------------------- | --------------------- | -------- |
| 1973 | Angie                              | UK Top 50 Singles     | 5        |
| 1973 | Angie                              | The Billboard Hot 100 | 1        |
| 1973 | Angie                              | Adult Contemporary    | 38       |
| 1974 | Doo Doo Doo Doo Doo (Heartbreaker) | The Billboard Hot 100 | 15       |